# Епископ шабачко-ваљевски Симеон
Епископ Симеон Станковић (Лежимир, Срем, 4/17. октобар 1886 — Шабац, 30. јануар 1960) био је епископ Српске православне цркве.

## Биографија
Рођен је 17. октобра 1886. године у Лежимиру код Сремске Митровице.
Године 1908. завршио је с великом матуром гимназију у Сремској Митровици и и Сремским Карловцима. 1914. године завршио Богословски факултет са степеном доктора, у Черновицама. Студирао је потом филозофију на универзитетима у Бечу и Загребу.
Замонашио га је 27. октобра 1919. године у фрушкогорском манастиру Малој Ремети игуман Корнелије (Зубовић). Рукоположен је за Јерођакона 9. новембра 1919, а за јеромонаха на Цвети 1920. у београдској Саборној цркви.
До 1922. био је наставник гимназије у Сремској Митровици и Београду као и богословије у Сремским Карловцима, када је изабран и постављен за доцента, а касније и за ванредног професора на Православном богословском факултету Универзитета у Београду. Најпре је био доцент на катедри за Свето писмо Старог завета, а потом је прешао на катедру за морално богословље (хришћанска етика), за предмет за који се одувек и припремао. Год. 1927. изабран је за ванредног професора исте катедре и на том положају затекао га је избор за епископа.
За епископа захумско-херцеговачког (мостарског) изабран је 2. октобра 1931. године, а хиротонисан у Саборној београдској цркви 31. јануара 1932.
Дана 19. априла 1934, премештен је по свом пристанку за епископа шабачког и устоличен 7. октобра.
Као епископ шабачко-ваљевски нарочито се старао о припремању свештеничког подмлатка, посебно после Другог светског рата. За његово време је подигнуто у епархији око четрдесет нових парохијских храмова.
Читавог живота бавио се и научним радом. Рад о Штросмајеру, његово животно дело, још није објављен.
Умро је 30. јануара 1960. у Шапцу и сахрањен у епископској гробници.